# No. 88 Squadron RAF
Le No. 88 Squadron RAF est un ancien escadron de la Royal Air Force formé à Gosport, dans le Hampshire en juillet 1917 en tant qu'escadron du Royal Flying Corps (RFC).

## Histoire

### Première Guerre mondiale

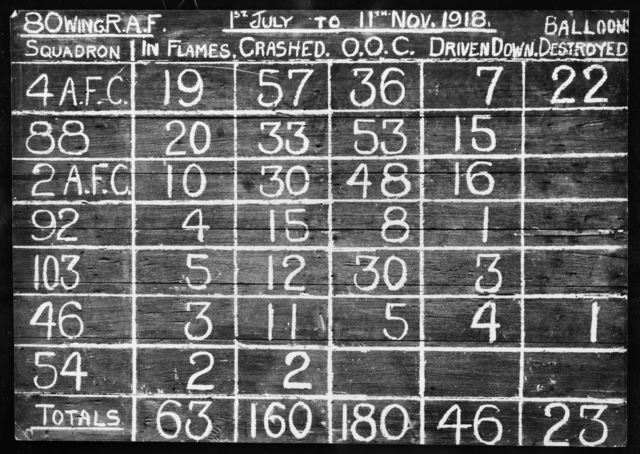
Tableau de bord répertoriant les revendications de victoires pour les pilotes de la No. 80 Wing entre juillet et novembre 1918. La 2e ligne représente les réclamations du No. 88 Squadron.

Après avoir été formé à Gosport en juillet 1917, le No. 88 Squadron est transféré en France en avril 1918 pour y mener des tâches de reconnaissance et de chasse. Il participe également au développement de la télégraphie sans fil air-air. Le 1er juillet 1918, l'escadron est intégré à la No. 80 Wing RAF (en), une escadre aérienne spécialisée dans les attaques contre les aérodromes allemands.
Malgré son court passage au front, l'escadron remporte 147 victoires officielles pour deux tués au combat, cinq blessés au combat et dix disparus. Onze as ont servi dans l'unité au cours du conflit, dont Kenneth Burns Conn (en), Edgar Johnston (en), Allan Hepburn (en), Charles Findlay (en) et Gerald Frank Anderson (en). Le No. 88 Squadron est finalement dissous le 10 août 1919.

### Seconde Guerre mondiale
Le 7 juin 1937, le No. 88 Squadron est réformé à RAF Waddington en tant qu'escadron de bombardiers légers équipé du biplan Hawker Hind, puis est transféré à RAF Boscombe Down en juillet de la même année. En décembre 1937, il est rééquipé du bombardier monoplan Fairey Battle,.
Au déclenchement de la Seconde Guerre mondiale en septembre 1939, l'escadron est transféré du No. 1 Group RAF à la RAF Advanced Air Striking Force, ce qui en fait l'un des premiers escadrons à être envoyés en France,,. C'est un équipage de Fairey Battle du No. 88 Squadron qui remporte la première victoire aérienne de la guerre pour la RAF en abattant un avion allemand le 20 septembre 1939.
Le No. 88 Squadron subit cependant de très lourdes pertes au cours des premiers jours de la bataille de France. Dès le 15 mai, l'escadron doit battre en retraite, en détruisant au passage ses appareils en réparation, ainsi que tous ses stocks de pièces de rechange. Pour le reste de la campagne de France, il est limité aux opérations de nuit, pour réduire les pertes.
En juin 1940, l'escadron est rapatrié à RAF Sydenham (en) en Irlande, pour y effectuer des missions de patrouille sur des Fairey Battle, des Douglas Boston et des Bristol Blenheim.

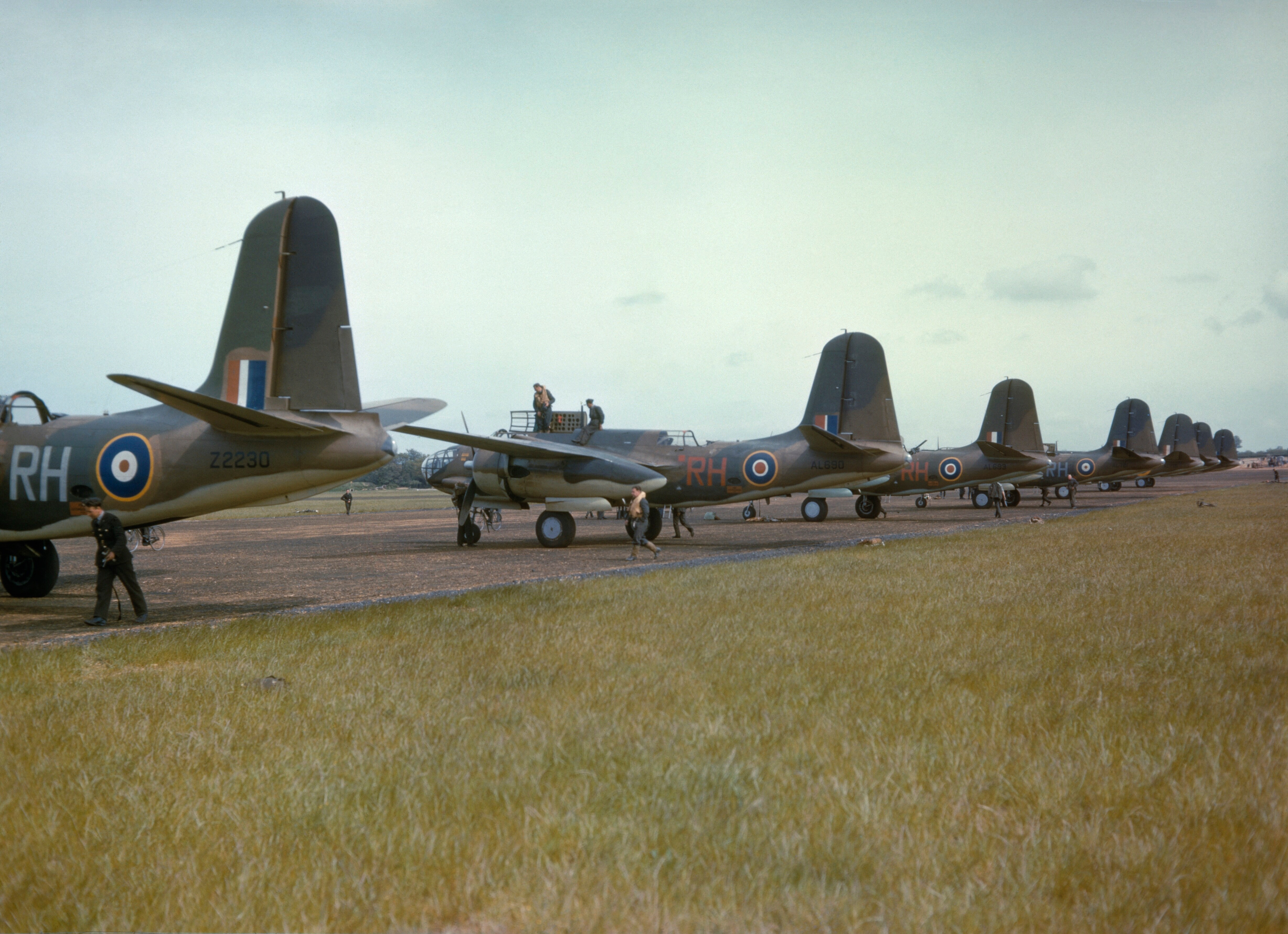
Douglas Boston III du No. 88 Squadron à, 1941-1942.

En juillet 1941, l'escadron est déplacé à RAF Swanton Morley (en), en East Anglia, pour y être intégré au  No. 2 Group RAF. Une partie de l'escadron, équipée de Blenheim, est affectée au bombardement des navires allemands tentant de traverser la Manche,, tandis que le reste de l'unité évalue différents modèles de Douglas Boston. Finalement, le 26 octobre 1941, le No. 88 Squadron abandonne ses derniers Blenheim au profit des Boston, appréciés par les équipages. À partir de janvier 1942, l'escadron prend part à des Missions cirque (en) sous le commandement du Wing commander James Pelly-Fry (en). Ces missions consistent à provoquer la Luftwaffe et la pousser au combat en envoyant des bombardiers lourdement escortés au-dessus de la France. Dans ce cadre, le No. 88 Squadron bombarde les quais de Saint-Malo le 31 juillet 1942. Le 19 août, l'unité participe aux violents combats aériens du raid de Dieppe.
En septembre, le No. 88 Squadron est transféré à RAF Oulton (en), dans le Norfolk. Depuis cette base, l'escadron mène des missions contre les navires allemands dans la Manche, mais aussi contre des cibles côtières sur le littoral français. Le 6 décembre 1942, le No. 88 Squadron est le fer de lance de l'opération Oyster (en), un raid de bombardement visant les usines Philips à Eindhoven.
En août 1943, l'escadron est transféré à RAF Hartford Bridge, dans le Hampshire en préparation de l'invasion de l'Europe occidentale. De là, le No. 88 Squadron attaque les lignes de communications et les aérodromes allemands. Lors du débarquement de Normandie, l'escadron est charger de créer un écran de fumée pour dissimuler la première vague de péniches de débarquement. En octobre 1944, l'escadron revient en France, à Vitry-en-Artois, pour soutenir les armées alliées dans leur progression vers l'Allemagne. Le No. 88 Squadron est finalement dissous le 4 avril 1945.

### Guerre froide

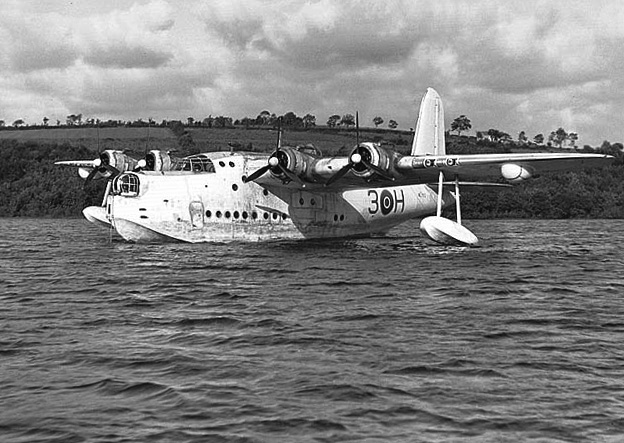
Un Short Sunderland, similaire à ceux que le No. 88 Squadron utilise de 1946 à 1954.

Le 1er septembre 1946, la No. 1430 Flight basé à RAF Kai Tak, à Hong Kong, et équipé d'hydravions Short Sunderland, est renommée pour devenir le No. 88 Squadron. Ainsi récréé, l'escadron sert à transporter des passagers, du courrier et du fret à Iwakuni à destination de la Force d'occupation britanniques au Japon,. Il devient ensuite une unité de reconnaissance, effectuant en plus de ses transports des missions de patrouille maritime et de lutte contre la piraterie,. En avril 1949, la guerre civile chinoise touchant à sa fin, les forces communistes avancent vers Shanghai. Lorsque le navire de la Royal Navy HMS Amethyst, remontant le fleuve Yangtze jusqu'à Nankin pour relever HMS Consort essuie des tirs de l'artillerie de l'Armée populaire de libération (incident de l'Amethyst (en)), l'un des Sunderlands du No. 88 Squadron est déployé pour secourir le personnel du navire échoué. Au cours des deux opérations qu'il tente les 21 et 22 avril, l'appareil essuie des tirs des communistes chinois. Le No. 88 Squadron participe ensuite à l'évacuation des ressortissants britanniques de Shanghai le 17 mai.
Le déclenchement de la guerre de Corée en 1950 pousse l'escadron à effectuer des patrouilles le long de la côte coréenne, avec des détachements opérant à partir d'Iwakuni. En juin 1951, l'escadron s'installe à RAF Seletar à Singapour, où il rejoint les deux autres escadrons (209 (en) et 205) de la Far East Flying Boat Wing, la seule unité de la RAF affectée à la force internationale des Nations unies pendant la guerre de Corée. En dehors de se smissions de patrouille et de recueil de données météo, le No. 88 Squadron mène une série d'autres opérations dans tout l'Extrême-Orient. Dans le cadre de l'opération Firedog (la contribution de la RAF à la répression de l'insurrection communiste malaise), ses pilotes effectuent des bombardements et des mitraillages au-dessus de la jungle malaise. Ils soutiennent les polices locales aux Philippines, au nord de Bornéo et à Brunei dans des opérations contre la piraterie et la contrebandeg. À la fin de la guerre de Corée, la principale raison d'être de l'escadron a disparu et il est donc dissous le 1er octobre 1954,.
Le 15 janvier 1956, le No. 88 Squadron est reformé une nouvelle fois à RAF Wildenrath (en) en tant qu'escadron d'interdiction équipé d'English Electric Canberra, censé attaquer les cibles ennemies de nuit à basse altitude. À partir de janvier 1958 cependant, il est intégré à la force britannique de frappe nucléaire, et équipé de bombes américaines Mark 7 appartenant aux États-Unis et fournies dans le cadre projet E. En juillet 1958, l'escadron a été déployé à RAF Akrotiri à Chypre en raison des craintes que la crise libanaise ne dégénère, et en juin 1961, il est brièvement déployé à Charjah en réponse aux menaces irakiennes contre le Koweït (Opération Vantage (en)),. Le 17 décembre 1962, l'escadron est renuméroté pour devenir le No. 14 Squadron RAF (en), actant la dernière dissolution du No. 88 Squadron.